# Bernard Roques
Bernard Pierre Roques (* 22. Juli 1935 in Reims) ist ein französischer Chemiker und Pharmakologe.
Er promovierte an der École polytechnique in physikalischer Chemie. Er war Professor an der Universität Paris V (Descartes) und an der Fakultät für Pharmazie in Paris. Er war Direktor einer Forschungseinheit des INSERM und des CNRS.
Dort befasste sich vor allem mit Peptiden und den sie abbauenden Enzymen (Peptidasen), insbesondere im Nervensystem (Enkephaline, Neuropeptide), deren Regulationsmechanismen und deren möglicher therapeutischer Verwendung. Er untersuchte an Tiermodellen die molekularen Grundlagen der Abhängigkeit von psychoaktiven Substanzen und war ein Pionier der Untersuchung von Struktur und Blockierung von Metallpeptidasen des Zinks, die analgetische und blutdrucksenkende Funktion haben. Mit der Gruppe von Catherine Llorens-Cortes entwickelte er ein neuartiges blutdrucksenkendes Mittel als Inhibitor von Aminopeptidase, die im Gehirn zur Produktion von Angiotensin III führt.
Bernard Roques ist einer der Gründer des Start-ups Pharmaleads. Dort entwickelte er einen Inhibitor gegen zwei Peptidasen, die Enkephaline inaktivieren, und der so gegen neuropathische Schmerzen wirkt.
Roques klärte auch die Wirkung verschiedener Proteine von HIV durch Strukturbestimmung mit NMR.
Er ist Mitglied der Académie des Sciences und der Europäischen Akademie der Wissenschaften (2003).
1995 erhielt er den Prix Galien und 2000 den Josef Rudinger Memorial Award. 2003 hielt er die Founders Award Lecturer des International Narcotics Research Committee.
Von ihm stammen rund 700 Publikationen und 30 Patente. Zwei der von ihm entwickelten Medikamente kamen bisher auf den Markt, so 1986 ein Mittel gegen Diarrhoe (Handelsname Tiorphan).

## Schriften (Auswahl)
- La Dangerosite des drogues. Ed. Odile Jacob, Paris 1999, ISBN 2-7381-0657-9 (französisch).